# Wolsit
Wolsit is een Italiaans historisch merk van motorfietsen.
Italiaans merk van Emilio Bozzi dat vanaf 1932 fietsen met een 63 cc NSU-hulpmotor maakte. Het motorblokje zat aan het stuur en dreef het voorwiel via een ketting aan.